# Rotterdam Open

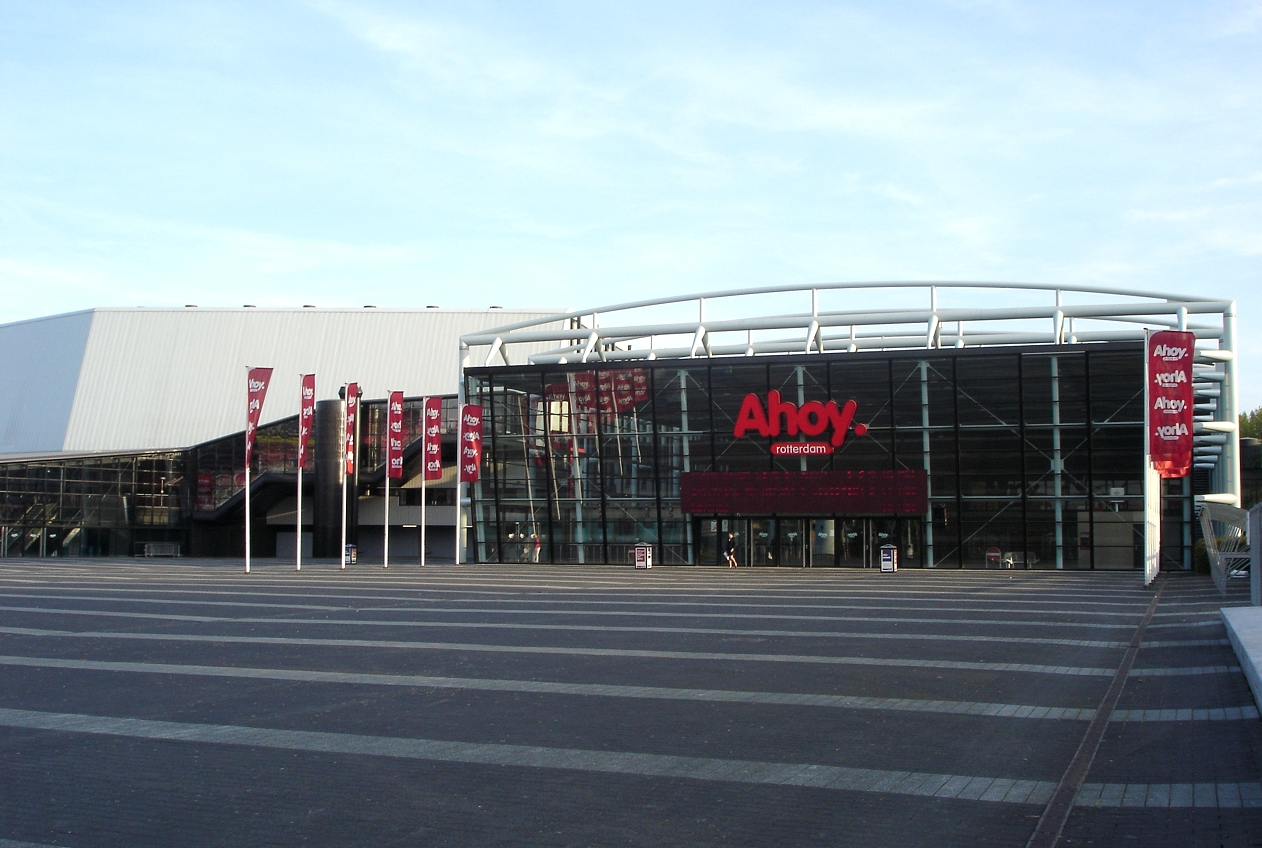
L'Ahoy Rotterdam

Il Rotterdam Open, nome ufficiale ABN AMRO Open per ragioni di sponsorizzazione, è un torneo di tennis che si svolge a Rotterdam nei Paesi Bassi. Nato nel 1974 come torneo su sintetico indoor, dal 2000 si gioca su campi indoor in cemento.
Fa parte della serie di tornei ATP Tour 500 ed è il più prestigioso torneo di tennis maschile olandese.
Il tennista svizzero Roger Federer (2005, 2012, 2018) è attualmente il più titolato nel singolare. La finale del 1984 tra Jimmy Connors e Ivan Lendl fu interrotta durante il secondo set a causa di un allarme bomba e non fu mai conclusa.
Dal 2004 il direttore del torneo è l'ex tennista olandese Richard Krajicek.

## Albo d'oro

### Singolare
| Anno | Vincitore                            | Finalista                | Punteggio                  |
| ---- | ------------------------------------ | ------------------------ | -------------------------- |
| 1974 | Tom Okker                            | Tom Gorman               | 3–6, 7–6(2), 6–1           |
| 1975 | Arthur Ashe (1)                      | Tom Okker                | 3–6, 6–2, 6–4              |
| 1976 | Arthur Ashe (2)                      | Robert Lutz              | 6–3, 6–3                   |
| 1977 | Dick Stockton                        | Ilie Năstase             | 2–6, 6–3, 6–3              |
| 1978 | Jimmy Connors (1)                    | Raúl Ramírez             | 7–5, 7–5                   |
| 1979 | Björn Borg                           | John McEnroe             | 6–4, 6–2                   |
| 1980 | Heinz Günthardt                      | Gene Mayer               | 6–2, 6–4                   |
| 1981 | Jimmy Connors (2)                    | Gene Mayer               | 6–1, 2–6, 6–2              |
| 1982 | Guillermo Vilas                      | Jimmy Connors            | 0–6, 6–2, 6–4              |
| 1983 | Gene Mayer                           | Guillermo Vilas          | 6–1, 7–6                   |
| 1984 | Nessun vincitore (finale interrotta) | Ivan Lendl Jimmy Connors | 6–0, 1–0 finale interrotta |
| 1985 | Miloslav Mečíř                       | Jakob Hlasek             | 6–1, 6–2                   |
| 1986 | Joakim Nyström                       | Anders Järryd            | 6–0, 6–3                   |
| 1987 | Stefan Edberg (1)                    | John McEnroe             | 3–6, 6–3, 6–1              |
| 1988 | Stefan Edberg (2)                    | Miloslav Mečíř           | 7–6, 6–2                   |
| 1989 | Jakob Hlasek                         | Anders Järryd            | 6–1, 7–5                   |
| 1990 | Brad Gilbert                         | Jonas Svensson           | 6–1, 6–3                   |
| 1991 | Omar Camporese                       | Ivan Lendl               | 3–6, 7–6(4), 7–6(4)        |
| 1992 | Boris Becker                         | Aleksandr Volkov         | 7–6(9), 4–6, 6–2           |
| 1993 | Anders Järryd                        | Karel Nováček            | 6–3, 7–5                   |
| 1994 | Michael Stich                        | Wayne Ferreira           | 4–6, 6–3, 6–0              |
| 1995 | Richard Krajicek (1)                 | Paul Haarhuis            | 7–6(5), 6–4                |
| 1996 | Goran Ivanišević                     | Evgenij Kafel'nikov      | 6–4, 3–6, 6–3              |
| 1997 | Richard Krajicek (2)                 | Daniel Vacek             | 7–6(4), 7–6(5)             |
| 1998 | Jan Siemerink                        | Thomas Johansson         | 7–6(2), 6–2                |
| 1999 | Evgenij Kafel'nikov                  | Tim Henman               | 6–2, 7–6(3)                |
| 2000 | Cédric Pioline                       | Tim Henman               | 6(3)–7, 6–4, 7–6(4)        |
| 2001 | Nicolas Escudé (1)                   | Roger Federer            | 7–5, 3–6, 7–6(5)           |
| 2002 | Nicolas Escudé (2)                   | Tim Henman               | 3–6, 7–6(6), 6–4           |
| 2003 | Maks Mirny                           | Raemon Sluiter           | 7–6(3), 6–4                |
| 2004 | Lleyton Hewitt                       | Juan Carlos Ferrero      | 6(1)–7, 7–5, 6–4           |
| 2005 | Roger Federer (1)                    | Ivan Ljubičić            | 5–7, 7–5, 7–6(5)           |
| 2006 | Radek Štěpánek                       | Christophe Rochus        | 6–0, 6–3                   |
| 2007 | Mikhail Youzhny                      | Ivan Ljubičić            | 6–2, 6–4                   |
| 2008 | Michaël Llodra                       | Robin Söderling          | 6(3)–7, 6–3, 7–6(4)        |
| 2009 | Andy Murray                          | Rafael Nadal             | 6–3, 4–6, 6–0              |
| 2010 | Robin Söderling (1)                  | Michail Južnyj           | 6–4, 2–0 rit.              |
| 2011 | Robin Söderling (2)                  | Jo-Wilfried Tsonga       | 6–3, 3–6, 6–3              |
| 2012 | Roger Federer (2)                    | Juan Martín del Potro    | 6–1, 6–4                   |
| 2013 | Juan Martín del Potro                | Julien Benneteau         | 7–6(2), 6–3                |
| 2014 | Tomáš Berdych                        | Marin Čilić              | 6–4, 6–2                   |
| 2015 | Stan Wawrinka                        | Tomáš Berdych            | 4–6, 6–3, 6–4              |
| 2016 | Martin Kližan                        | Gaël Monfils             | 6(1)–7, 6–3, 6–1           |
| 2017 | Jo-Wilfried Tsonga                   | David Goffin             | 4–6, 6–4, 6–1              |
| 2018 | Roger Federer (3)                    | Grigor Dimitrov          | 6–2, 6–2                   |
| 2019 | Gaël Monfils (1)                     | Stan Wawrinka            | 6–3, 1–6, 6–2              |
| 2020 | Gaël Monfils (2)                     | Félix Auger-Aliassime    | 6–2, 6–4                   |
| 2021 | Andrej Rublëv                        | Márton Fucsovics         | 7–6(4), 6–4                |
| 2022 | Félix Auger-Aliassime                | Stefanos Tsitsipas       | 6–4, 6–2                   |
| 2023 | Daniil Medvedev                      | Jannik Sinner            | 5–7, 6–2, 6–2              |
| 2024 | Jannik Sinner                        | Alex de Minaur           | 7–5, 6–4                   |
| 2025 | Carlos Alcaraz                       | Alex de Minaur           | 6–4, 3–6, 6–2              |

### Doppio
| Anno | Vincitori                                   | Finalisti                            | Punteggio            |
| ---- | ------------------------------------------- | ------------------------------------ | -------------------- |
| 1974 | Bob Hewitt (1) Frew McMillan (1)            | Pierre Barthes Ilie Năstase          | 3–6, 6–4, 6–3        |
| 1975 | Bob Hewitt (2) Frew McMillan (2)            | José Higueras Balázs Taróczy         | 6–2, 6–2             |
| 1976 | Rod Laver Frew McMillan (3)                 | Arthur Ashe Tom Okker                | 6–1, 6(4)–7, 7–6(5)  |
| 1977 | Wojciech Fibak (1) Tom Okker                | Vijay Amritraj Dick Stockton         | 6–4, 6–4             |
| 1978 | Fred McNair Raúl Ramírez                    | Robert Lutz Stan Smith               | 6–2, 6–3             |
| 1979 | Peter Fleming John McEnroe                  | Heinz Günthardt Bernard Mitton       | 6–4, 6–4             |
| 1980 | Vijay Amritraj Stan Smith                   | Bill Scanlon Brian Teacher           | 6–4, 6–3             |
| 1981 | Fritz Buehning Ferdi Taygan                 | Gene Mayer Sandy Mayer               | 7–6, 1–6, 6–4        |
| 1982 | Mark Edmondson Sherwood Stewart             | Fritz Buehning Kevin Curren          | 7–5, 6–2             |
| 1983 | Fritz Buehning Tom Gullikson                | Peter Fleming Pavel Složil           | 7–6, 4–6, 7–6        |
| 1984 | Kevin Curren Wojciech Fibak (2)             | Fritz Buehning Ferdi Taygan          | 6–4, 6–4             |
| 1985 | Pavel Složil Tomáš Šmíd                     | Vitas Gerulaitis Paul McNamee        | 6–4, 6–4             |
| 1986 | Stefan Edberg (1) Slobodan Živojinović      | Wojciech Fibak Matt Mitchell         | 2–6, 6–3, 6–2        |
| 1987 | Stefan Edberg (2) Anders Järryd (1)         | Chip Hooper Mike Leach               | 3–6, 6–3, 6–4        |
| 1988 | Patrik Kühnen Tore Meinecke                 | Magnus Gustafsson Diego Nargiso      | 7–6, 7–6             |
| 1989 | Miloslav Mečíř Milan Šrejber                | Jan Gunnarsson Magnus Gustafsson     | 7–6, 6–0             |
| 1990 | Leonardo Lavalle Jorge Lozano               | Diego Nargiso Nicolás Pereira        | 6–3, 7–6             |
| 1991 | Patrick Galbraith Anders Järryd (2)         | Steve DeVries David Macpherson       | 7–6, 6–2             |
| 1992 | Marc-Kevin Goellner David Prinosil          | Paul Haarhuis Mark Koevermans        | 6–2, 6–7, 7–6        |
| 1993 | Henrik Holm Anders Järryd (3)               | David Adams Andrej Ol'chovskij       | 6–4, 7–6             |
| 1994 | Jeremy Bates Jonas Björkman                 | Jacco Eltingh Paul Haarhuis          | 6–4, 6–1             |
| 1995 | Martin Damm (1) Anders Järryd (4)           | Tomás Carbonell Francisco Roig       | 6–3, 6–2             |
| 1996 | David Adams (1) Marius Barnard              | Hendrik Jan Davids Cyril Suk         | 6–3, 5–7, 7–6        |
| 1997 | Jacco Eltingh (1) Paul Haarhuis (1)         | Libor Pimek Byron Talbot             | 7–6(5), 6–4          |
| 1998 | Jacco Eltingh (2) Paul Haarhuis (2)         | Neil Broad Piet Norval               | 7–6, 6–3             |
| 1999 | David Adams (2) John-Laffnie de Jager (1)   | Neil Broad Peter Tramacchi           | 6(5)–7, 6–3, 6–4     |
| 2000 | David Adams (3) John-Laffnie de Jager (2)   | Tim Henman Evgenij Kafel'nikov       | 5–7, 6–2, 6–3        |
| 2001 | Jonas Björkman Roger Federer (1)            | Petr Pála Pavel Vízner               | 6–3, 6–0             |
| 2002 | Roger Federer (2) Maks Mirny                | Mark Knowles Daniel Nestor           | 4–6, 6–3, [10–4]     |
| 2003 | Wayne Arthurs Paul Hanley (1)               | Roger Federer Maks Mirny             | 7–6(4), 6–2          |
| 2004 | Paul Hanley (2) Radek Štěpánek              | Jonathan Erlich Andy Ram             | 5–7, 7–6(5), 7–5     |
| 2005 | Jonathan Erlich Andy Ram                    | Cyril Suk Pavel Vízner               | 6–4, 4–6, 6–3        |
| 2006 | Paul Hanley (3) Kevin Ullyett               | Jonathan Erlich Andy Ram             | 7–6(4), 7–6(2)       |
| 2007 | Martin Damm (2) Leander Paes                | Andrei Pavel Alexander Waske         | 6–3, 6(5)–7, [10–7]  |
| 2008 | Tomáš Berdych Dmitrij Tursunov              | Philipp Kohlschreiber Michail Južnyj | 7–5, 3–6, [10–7]     |
| 2009 | Daniel Nestor (1) Nenad Zimonjić (1)        | Lukáš Dlouhý Leander Paes            | 6–2, 7–5             |
| 2010 | Daniel Nestor (2) Nenad Zimonjić (2)        | Simon Aspelin Paul Hanley            | 6–4, 4–6, [10–7]     |
| 2011 | Jürgen Melzer Philipp Petzschner            | Michaël Llodra Nenad Zimonjić        | 6–4, 3–6, [10–5]     |
| 2012 | Michaël Llodra (1) Nenad Zimonjić (3)       | Robert Lindstedt Horia Tecău         | 4–6, 7–5, [16–14]    |
| 2013 | Robert Lindstedt Nenad Zimonjić (4)         | Thiemo de Bakker Jesse Huta Galung   | 5–7, 6–3, [10–8]     |
| 2014 | Michaël Llodra (2) Nicolas Mahut (1)        | Jean-Julien Rojer Horia Tecău        | 6–2, 7–6(4)          |
| 2015 | Jean-Julien Rojer Horia Tecău               | Jamie Murray John Peers              | 3–6, 6–3, [10–8]     |
| 2016 | Nicolas Mahut (2) Vasek Pospisil            | Philipp Petzschner Alexander Peya    | 7–6(2) , 6–4         |
| 2017 | Ivan Dodig (1) Marcel Granollers            | Wesley Koolhof Matwé Middelkoop      | 7–6(2) , 6–4         |
| 2018 | Pierre-Hugues Herbert (1) Nicolas Mahut (3) | Oliver Marach Mate Pavić             | 2–6, 6–2, [10–7]     |
| 2019 | Jérémy Chardy Henri Kontinen                | Jean-Julien Rojer Horia Tecău        | 7–6(5), 7–6(4)       |
| 2020 | Pierre-Hugues Herbert (2) Nicolas Mahut (4) | Henri Kontinen Jan-Lennard Struff    | 7–6(5), 4–6, [10–7]  |
| 2021 | Nikola Mektić (1) Mate Pavić                | Kevin Krawietz Horia Tecău           | 7–6(2), 6–2          |
| 2022 | Robin Haase Matwé Middelkoop                | Lloyd Harris Tim Pütz                | 4–6, 7–6(5), [10–5]  |
| 2023 | Ivan Dodig (2) Austin Krajicek              | Rohan Bopanna Matthew Ebden          | 7–6(5), 2–6, [12–10] |
| 2024 | Wesley Koolhof Nikola Mektić (2)            | Robin Haase Botic van de Zandschulp  | 6–3, 7–5             |
| 2025 | Simone Bolelli Andrea Vavassori             | Sander Gille Jan Zielinski           | 6–2, 4–6, [10–6]     |

## Record

### Singolare

#### Plurivincitori
Di seguito i tennisti vincitori di almeno due edizioni del torneo in singolare.
| Tennista         | Vittorie | Edizioni         |
| ---------------- | -------- | ---------------- |
| Roger Federer    | 3        | 2005, 2012, 2018 |
| Arthur Ashe      | 2        | 1975, 1976       |
| Jimmy Connors    | 2        | 1978, 1981       |
| Stefan Edberg    | 2        | 1987, 1988       |
| Richard Krajicek | 2        | 1995, 1997       |
| Nicolas Escudé   | 2        | 2001, 2002       |
| Robin Söderling  | 2        | 2010, 2011       |
| Gaël Monfils     | 2        | 2019, 2020       |

#### Vittorie per nazione
| Pos. | Nazione         | Titoli | Edizioni                                 |
| ---- | --------------- | ------ | ---------------------------------------- |
| 1    | Stati Uniti     | 7      | 1975, 1976, 1977, 1978, 1981, 1983, 1990 |
| 1    | Svezia          | 7      | 1979, 1986, 1987, 1988, 1993, 2010, 2011 |
| 1    | Francia         | 7      | 2000, 2001, 2002, 2008, 2017, 2019, 2020 |
| 4    | Svizzera        | 6      | 1980, 1989, 2005, 2012, 2015, 2018       |
| 5    | Paesi Bassi     | 4      | 1974, 1995, 1997, 1998                   |
| 5    | Russia          | 4      | 1999, 2007, 2021, 2023                   |
| 7    | Germania        | 2      | 1992, 1994                               |
| 7    | Argentina       | 2      | 1982, 2013                               |
| 7    | Repubblica Ceca | 2      | 2006, 2014                               |
| 7    | Slovacchia      | 2      | 1985, 2016                               |
| 7    | Italia          | 2      | 1991, 2024                               |
| 12   | Croazia         | 1      | 1996                                     |
| 12   | Bielorussia     | 1      | 2003                                     |
| 12   | Australia       | 1      | 2004                                     |
| 12   | Regno Unito     | 1      | 2009                                     |
| 12   | Canada          | 1      | 2022                                     |
| 12   | Spagna          | 1      | 2025                                     |